# 安德鲁·凯文·沃克
安德鲁·凯文·沃克（英語：Andrew Kevin Walker，1964年8月14日—），美国编剧，知名作品有《七宗罪》（1995年）、《8釐米》（1999年）和《断头谷》（1999年）。

## 生平
沃克生于賓夕法尼亞州的阿尔图纳，成长于宾州的梅卡尼克斯堡。1982年毕业于梅卡尼克區高中。1986年毕业于賓夕法尼亞州立大學电影制作专业。

## 事业
1995年他与大卫·芬奇合作了犯罪惊悚片《七宗罪》，为他获得第48届英国电影学院奖最佳原创剧本提名，影片赢得帝国奖最佳影片和MTV电影大奖最佳影片，以及AFI百年百大惊悚电影提名。1999年他编剧、乔·舒马赫执导的犯罪悬疑惊悚片8mm 入围角逐第49届柏林影展金熊奖。1999年与提姆·波顿合作的恐怖片《断头谷》获得AFI百年百大惊悚电影提名。